# Fortuna (remorqueur)
Pour les articles homonymes, voir Fortuna.
Fortuna est le nom d'un ancien remorqueur à vapeur datant de 1909. Le navire, appartenant au Musée de l'industrie LWL, est maintenant un navire musée sur la rive de la partie supérieure des ascenseurs à bateaux d'Henrichenburg à Waltrop.

## Historique
Le remorqueur de canal a été construit en 1909 sous le nom de Max par les frères Wiemann à Brandebourg-sur-la-Havel pour la société W. Gramens. En 1928, le remorqueur s'appelait Midgard au port d'attache d'Oldenbourg. En 1937, on le retrouve à Wesermünde sous le nom de Zufall.
En 1943, le nom a été changé en Helgoland (D1-559) avec domicile à Landsberg an der Warthe, aujourd'hui Gorzów Wielkopolski en Pologne. En 1945, le navire est resté en RDA et a été acquis en 1948 par les frères Arnold et Heinz Krone de Niegripp, qui ont exploité le navire comme remorqueur jusqu'au début des années 1960. Ensuite, le Helgoland a été utilisé comme maison flottante jusqu'en 1974.
En 1974, le navire a été vendu au collectionneur néerlandais Binkey Kok, où il a été réimmatriculé en 1975 et renommé par la suite sous son nom actuel Fortuna . Après cela, il a participé à quelques voyages promotionnels et festivals. Cela comprenait le Rotterdam Maritiem en 1978 et, deux ans plus tard, le Sail Amsterdam.

### Préservation
En 1985, Fortuna est vendu au Musée de l'industrie LWL. En 1987, le musée l'a remis en état de marche pour la dernière fois et il a pris part à la tête d'un défilé de navires à travers Berlin-Ouest à l'occasion du 750e anniversaire de la ville de Berlin.
En 1999, le Fortuna a été mis à terre en raison de son mauvais état de conservation.